# Ville Larinto
Ville Andreas Larinto (* 11. April 1990 in Lahti) ist ein ehemaliger finnischer Skispringer.

## Werdegang
Larinto, der für den Verein Lahden Hiihtoseura startet, kam im Alter von vier Jahren durch seinen Vater, den ehemals erfolgreichen Jari Larinto, zum Skispringen. Dieser wurde in der Folge auch sein Trainer. Sein Debüt im Weltcup hatte er am 1. Dezember 2007 in Kuusamo, bei dem er den 36. Rang erreichte. In Engelberg wurde er 48. und 41. In Oberstdorf erreichte er als 29. seine ersten Weltcuppunkte. Beim Sommer-Grand-Prix in Hinterzarten am 26. Juli 2008 erreichte Larinto mit dem finnischen Team den fünften Rang. Seine beste Sommer-Einzelplatzierung war ein sechster Platz in Liberec.
Die Weltcupsaison 2008/09 war die erste Saison, in der der Finne im A-Team gesetzt war. In dieser Saison nahm er außerdem sowohl an den Juniorenweltmeisterschaften in Štrbské Pleso teil, bei denen er im Einzel die Bronzemedaille erreichte, als auch an den Nordischen Skiweltmeisterschaften in Liberec, wo er im Einzel Siebter von der Normal- und Zwölfter von der Großschanze wurde. Mit der finnischen Mannschaft erreichte er einen sechsten Platz. Bereits vor der Saison hatte der Finne bei seinem Sieg bei den finnischen Meisterschaften von der Normalschanze in Rovaniemi auf sich aufmerksam gemacht, als er Springer wie Matti Hautamäki und Harri Olli deutlich hinter sich gelassen hatte.
Seine besten Einzelplatzierungen im Weltcup sind zwei zweite Plätze, die er am 6. Dezember 2008 im norwegischen Trondheim und am 25. Januar 2009 auf der Olympia-Großschanze der Olympischen Winterspiele 2010 in Vancouver erreichte. Beim Springen in Vancouver sprang er wie Gregor Schlierenzauer auf die Schanzenrekordweite von 149 Metern, konnte den Sprung – im Gegensatz zum Österreicher – aber nicht stehen.
Seinen ersten Sieg in einem Weltcup-Wettbewerb holte der Finne am 29. November 2008 mit dem Team in Kuusamo.
Zu Beginn der Saison 2009/2010 zeigte Larinto eine schwächere Form als im Vorwinter, was dazu führte, dass er nach der Vierschanzentournee aus der Weltcupmannschaft genommen wurde. Bei den finnischen Meisterschaften von der Normalschanze am 27. März 2010 in Rovaniemi konnte er jedoch den Titel gewinnen.
Seinen ersten Weltcupsieg in einem Einzelbewerb errang der Finne am 1. Dezember 2010 in Kuopio. Beim Neujahrsspringen 2011 kam er im ersten Sprung auf die absolute Spitzenweite von 140,5 Meter, stürzte aber und zog sich einen Kreuzbandriss zu, womit er für den Rest der Saison ausfiel. Zu diesem Zeitpunkt befand sich Larinto im Gesamt-Weltcup unter den besten fünf.
Im Sommer 2011 verletzte sich Larinto nur kurze Zeit, nachdem er wieder mit dem Sprungtraining begonnen hatte, erneut am Knie, was eine weitere Operation nötig machte. In den Weltcup kehrte Larinto im Rahmen des Mannschaftswettbewerbes bei den Salpausselän kisat im März 2012 in seiner Heimatstadt Lahti zurück, wobei ihm in der kurzen restlichen Saison keine Topplatzierungen mehr gelangen. Am 8. Dezember 2012 konnte er im russischen Sotschi als 24. erstmals nach seiner Verletzung wieder Weltcuppunkte erringen. Es blieben jedoch die einzigen Punkte der Saison.
Bei den Nordischen Skiweltmeisterschaften 2013 im Val di Fiemme scheiterte Larinto in beiden Einzelspringen bereits in Durchgang eins. Am Ende belegte er Rang 42 von der Normal- und Rang 47 von der Großschanze. Im Mannschaftsspringen reichte es für ihn und seine Mannschaftskollegen zu Rang elf. Zu Beginn des folgenden Winters 2013/14 startete Larinto erst im Continental Cup. Nachdem er dabei in Lahti noch die Punkteränge erreichte, verfehlte er sie in Engelberg deutlich. Im Januar kam er für zwei Springen zurück in den Weltcup-Kader, blieb aber in Sapporo erneut im ersten Durchgang hängen. Für die Olympischen Winterspiele 2014 in Sotschi konnte sich Larinto nicht qualifizieren. Im Continental Cup von Brotterode sammelte er im Februar wieder Punkte. Im März ging er zum Saisonfinale noch einmal bei den Weltcups in Skandinavien sowie in Planica an den Start. Mehrfach gelang ihm dabei der Sprung in die Punkteränge. Insgesamt sammelte er 27 Punkte, womit er Rang 65 der Weltcup-Gesamtwertung erreichte. In die Saison 2014/15 startete Larinto mit zwei guten Platzierungen in auf der Rukatunturi-Schanze in Ruka (Kuusamo). In Nischni Tagil erreichte er als 15. erstmals seit langem wieder die Top 20. Im Februar startete er bei den Nordischen Skiweltmeisterschaften 2015 im schwedischen Falun. Von der Normalschanze sprang Larinto dort auf den 47. Platz. Nachdem er von der Großschanze nicht an den Start gegangen war, erreichte er mit dem Team im Mannschaftswettbewerb Rang neun.
Im Sommer 2015 startete Larinto mit guten Ergebnissen im Skisprung-Grand-Prix, konnte aber keine Konstanz entwickeln und belegte am Ende nur Rang 53 der Gesamtwertung. Auch in die neue Saison 2015/16 startete Larinto schwach. Bis zur Vierschanzentournee konnte er sich nicht einmal in den Punkterängen platzieren. Bei der Tournee verpasste er in Bischofshofen gar die Qualifikation. Erst ein paar Tage später in Willingen gelang es Larinto erstmals wieder die Punkteränge zu erreichen. Nachdem er im Teamspringen mit der Mannschaft noch auf Rang sieben ein eher schwaches Ergebnis erreicht hatte, gelang ihm mit dem 17. Platz im Einzelspringen wieder der Sprung in die Top 20. Bei der folgenden Skiflug-Weltmeisterschaft 2016 flog Larinto auf den 34. Platz. Zudem belegte er mit dem finnischen Team den siebten Platz im Teamfliegen. In den weiteren Weltcups bis zum Ende der Saison blieb Larinto erneut ohne Punkte. Auch beim Skisprung-Grand-Prix 2016 ging er nur bei einem Springen an den Start und gewann in Courchevel als 27. vier Wertungspunkte.
In der Saison 2016/17 ging Larinto erneut nicht bei allen Weltcups an den Start. Obwohl er auch die Vierschanzentournee 2016/17 ausließ, gelang ihm mit zwei Platzierungen in den Punkterängen zuvor bereits die Qualifikation für die Weltmeisterschaften 2017 im heimischen Lahti. Nachdem er in der dortigen Qualifikation zum Springen auf der Normalschanze als Zehnter noch überzeugen konnte, verpasste Larinto eine Verdeutlichung dieser Leistung mit dem 26. Platz deutlich. Auch von der Großschanze belegte er in der Qualifikation noch einen starken siebenten Rang, landete aber erneut nur auf Platz 26 im Wettbewerb. Zwischenzeitlich gelang es Larinto gemeinsam mit Susanna Forsström, Julia Kykkänen und Janne Ahonen im Mixed-Team-Springen den elften Platz zu erreichen. Im anschließenden reinen Männerspringen von der Großschanze sprang Larinto gemeinsam mit Jarkko Määttä, Antti Aalto und Janne Ahonen auf Rang sechs.
Bei den Finnischen Sommer-Meisterschaften im Skispringen 2017 in Lahti gewann Larinto den Titel vor Janne Ahonen und Eetu Nousiainen.
Larinto zog sich im offiziellen Training vor dem Auftaktspringen der Saison 2017/18 in Wisła eine Knieverletzung zu (Überdehnung des Kreuzbandes), woraufhin ihm eine mehrwöchige Pause angeordnet wurde. Nach der Saison 2017/18 beendete er seine Karriere als Skispringer.

## Privates
Larinto legte im Jahr 2009 das Abitur am Salpausselän lukio in Lahti ab. Im selben Jahr verlobte er sich mit Kia Rantalainen.

## Erfolge

### Weltcupsiege im Einzel
| Nr. | Datum            | Ort    | Typ         |
| --- | ---------------- | ------ | ----------- |
| 1.  | 1. Dezember 2010 | Kuopio | Großschanze |

### Weltcupsiege im Team
| Nr. | Datum             | Ort     | Typ         |
| --- | ----------------- | ------- | ----------- |
| 1.  | 29. November 2008 | Kuusamo | Großschanze |

## Statistik

### Weltcup-Platzierungen
| Saison  | Platz | Punkte |
| ------- | ----- | ------ |
| 2007/08 | 82.   | 002    |
| 2008/09 | 14.   | 541    |
| 2009/10 | 67.   | 016    |
| 2010/11 | 20.   | 342    |
| 2012/13 | 73.   | 007    |
| 2013/14 | 65.   | 027    |
| 2014/15 | 53.   | 035    |
| 2015/16 | 60.   | 014    |
| 2016/17 | 56.   | 016    |

### Grand-Prix-Platzierungen
| Saison | Platz | Punkte |
| ------ | ----- | ------ |
| 2007   | 63.   | 018    |
| 2008   | 24.   | 091    |
| 2010   | 43.   | 026    |
| 2015   | 53.   | 044    |
| 2016   | 73.   | 004    |
| 2017   | 54.   | 026    |